# Wilhelm Brenna
Wilhelm Brenna (* 8. Oktober 1979) ist ein ehemaliger norwegischer Skispringer.

## Werdegang
Brenna startete seit Ende 1995 im Continental Cup (COC), wo ihm bereits bei seinem zweiten Wettbewerb am 2. März 1996 punktgleich mit seinem Landsmann Håvard Lie ein erster Sieg gelang. Sieben weitere folgten in den nächsten drei Jahren.
Bei der Junioren-Weltmeisterschaft 1997 im kanadischen Canmore gewann Brenna die Goldmedaille von der Normalschanze. Daraufhin wurde er in den A-Nationalkader aufgenommen und nahm an den letzten drei Springen in der Weltcup-Saison 1996/97 teil. Durch einen 19. Platz in Lahti und einem 13. Platz in Kuopio konnte er mit Platz 61. das beste Ergebnis in der Weltcup-Gesamtwertung erzielen. Der 13. Platz in Kuopio war die höchste Platzierung in seiner Karriere. 1998 gewann er bei den Norwegischen Meisterschaften in Trondheim gemeinsam mit Kjell Erik Sagbakken, Tore Sneli und Stian Kvarstad die Bronzemedaille im Teamwettbewerb. Nachdem die folgenden Saisons eher glücklos verliefen und er der Weltspitze hintersprang, startete er parallel wieder im COC. In der Saison 1998/99 konnte er hier mit Platz 3 in der Gesamtwertung sein bestes Ergebnis erzielen. Nachdem im Welt- und Continental Cup die Saisonergebnisse in der Saison 1999/2000 enttäuschend waren, beendete er nach Abschluss beider Serien seine aktive Skispringerkarriere.

## Statistik

### Weltcup-Platzierungen
| Saison  | Platz | Punkte |
| ------- | ----- | ------ |
| 1996/97 | 61.   | 32     |
| 1999/00 | 79.   | 01     |

### Grand-Prix-Platzierungen
| Saison | Platz | Punkte |
| ------ | ----- | ------ |
| 1997   | 49.   | 03     |